# Йосеб Гришашвили
Йосеб Гришашвили (на грузински: იოსებ გრიშაშვილი) е грузински поет, историк на литературата и преводач.
Роден е на 24 април (12 април стар стил) 1889 година в Тифлис в семейството на занаятчия. През 1904 напуска училище, заради смъртта на баща си, работи като печатар и в театъра. Започва да публикува поезия от ранна възраст, като първоначално е повлиян от символизма, а след установяването на комунистическия режим пише главно детски и пропагандни стихове, включително цели сборници, посветени на диктатора Йосиф Сталин.
Йосеб Гришашвили умира на 3 август 1965 година в Тбилиси.